# 後藤善猛
後藤 善猛（ごとう ぜんみょう、1926年8月18日 - 2008年10月18日）は、日本の真言宗の僧侶。徳島県阿南市にある真言宗大覚寺派・梅谷寺住職。
徳島県出身。京都大学大学院文学研究科（哲学）修了。鳴門工業高等学校、徳島県立脇町高等学校、徳島県立城南高等学校校長を歴任。その後高野山に登り、大覚寺教学研究室審議委員、洛南高等学校・附属中学校校長。1997年に密教教化賞を受賞。

## 著書
- ああボッケモン―“野球の名付け親”中馬庚脇中校長伝 （教育出版センター）
- 「21世紀へ羽ばたく若者たちへ」